# Meunasah Lhok (Lhoong)
Meunasah Lhok is een bestuurslaag in het regentschap Aceh Besar van de provincie Atjeh, Indonesië. Meunasah Lhok telt 109 inwoners (volkstelling 2010).